# Abdominea minimiflora
Abdominea minimiflora – gatunek roślin z monotypowego rodzaju Abdominea z rodziny storczykowatych (Orchidaceae). Jest to niewielki epifit. Występuje w Tajlandii i w zachodniej oraz centralnej Malezji. 

## Systematyka
Gatunek sklasyfikowany do podplemienia Aeridinae w plemieniu Vandeae, podrodzina epidendronowe (Epidendroideae), rodzina storczykowate (Orchidaceae), rząd szparagowce (Asparagales) w obrębie roślin jednoliściennych.
W 2014 zaproponowano włączenie gatunku do rodzaju Robiquetia jako Robiquetia minimiflora.